# 135 (număr)
135 (o sută treizeci și cinci) este numărul natural care urmează după 134 și precede pe 136.

## În matematică
- Este un număr compus, având divizori 1, 3, 5, 9, 15, 27, 45, 135.
- Este un număr harshad.[2]
- Este un număr rotund.[3][4]
- Există 135 de numere prime între 1000 și 2000.
- Pentru {\displaystyle n=3}, ecuația polinomială {\displaystyle 11n^{2}+11n+3=135}. Aceasta joacă un rol esențial în demonstrația lui Apéry că  {\displaystyle \zeta (3)} este un număr irațional.
- În baza 10, poate fi exprimat folosind propriile cifre prin cel puțin două metode; o metodă presupune următorul produs (1 și 144 mai au această proprietate):[5]

{\displaystyle 135=(1+3+5)(1\times 3\times 5)}
iar cealaltă presupune următoarea sumă de puteri ale cifrelor (175, 518 și 598 mai au această proprietate):
{\displaystyle 135=1^{1}+3^{2}+5^{3}}

## În știință
- Este numărul atomic al untripentiumului, un element ipotetic.

### Astronomie
- NGC 135, o galaxie spirală din constelația Sculptorul.
- 135 Hertha, o planetă minoră (asteroid) din centura principală.
- 135P/Shoemaker-Levy, o cometă descoperită de C. Shoemaker, E. Shoemaker și Levy.

## Alte domenii
O sută treizeci și cinci se mai poate referi la:
- KC–135 Stratotanker, un avion militar.
- Boeing OC-135B Open Skies, un avion militar.
- Boeing C-135 Stratolifter, un avion militar.
- Sonetul 135 de William Shakespeare.
- Peace 135, un district municipal în Alberta, Canada.